# Цикл магматичний
Цикл магматичний (рос. цикл магматический, (англ. magmatic cycle, нім. Magmazyklus m) – природні мінералотвірні процеси, які охоплюють всі мінеральні комплекси, що викристалізувались з розтоплених рідинних частин земної кори і знаходились на глибині (магматичні мінеральні утворення та вивержені інтертелуричні комплекси, пегматитові й гідротермальні родовища).